# Lepturges vogti
Lepturges vogti är en skalbaggsart som beskrevs av Hovore och Tyson 1983. Lepturges vogti ingår i släktet Lepturges och familjen långhorningar. Inga underarter finns listade i Catalogue of Life.